# Parijs-Tours espoirs
Parijs-Tours Espoirs is een Franse wielerwedstrijd die in 1943 in het leven is geroepen en in oktober wordt gehouden. Het is een wedstrijd voor alleen U23-renners. Het maakt deel uit van de UCI Europe Tour en wordt op dezelfde dag gehouden als Parijs-Tours.

## Erelijst Parijs-Tours espoirs
| Jaar                                | 1e plaats               | 2e plaats               | 3e plaats               |
| ----------------------------------- | ----------------------- | ----------------------- | ----------------------- |
| Grand Prix du CV 19e                |                         |                         |                         |
| 1943                                | Laffitte                | Maurice Quentin         | Émile Carrara           |
| 1944                                | Émile Carrara           | Paul Drux               | Paul Husson             |
| 1945                                | Raymond Haegel          | Jean Deubelbeiss        | Roger Chupin            |
| 1946                                | Antonin Rolland         | Roger Queugnet          | François Hélary         |
| 1947                                | Pierre Coudert          | Galliano Pividori       | Mario De Ambrogi        |
| 1948                                | Alain Moineau           | Jean Abello             | Roger Hureaux           |
| 1949                                | Max Charroin            | Marius Vial             | Lucien Fixot            |
| Grand Prix de l'Équipe et du CV 19e |                         |                         |                         |
| 1950                                | Guy Carle               | Francis Siguenza        | Hugues Bertrand         |
| 1951                                | Louis Cavanna           | Yves Delamarre          | Claude Rouer            |
| 1952                                | Pierre Michel           | Albert Platel           | Alain Léocat            |
| 1953                                | Maurice Pelé            | Maurice Nauleau         | Jean Bellay             |
| 1954                                | René Fournier           | René Abadie             | Wisinski                |
| 1955                                | Joseph Groussard        | Félix Le Buhotel        | Seamus Elliott          |
| 1956                                | René Abadie             | Camille Le Menn         | Maurice Lainé           |
| 1957                                | Augustin Corteggiani    | Henri Duez              | Jean Rouel              |
| 1958                                | Henri Duez              | Michel Lépine           | Jacques Champion        |
| 1959                                | André Foucher           | Jean Selic              | Henri Duez              |
| 1960                                | Bernard Beaufrère       | Manuel Manzano          | Jacques Rebiffe         |
| 1961                                | Antoine Pizcseck        | Ron Coe                 | François Le Her         |
| 1962                                | Ian Moore               | Jack André              | Jean Arzé               |
| 1963                                | Jean Arzé               | Paul Lemeteyer          | Aimable Denhez          |
| 1964                                | Gérard Swertvaeger      | Paul Lemeteyer          | Jacques Cadiou          |
| 1965                                | Philippe Lacheray       | Bernard Daguerre        | Peter Hill              |
| 1966                                | Roland Berland          | Daniel Heck             | Robert Bouloux          |
| 1967                                | Alain Vasseur           | Cyrille Guimard         | Peter Head              |
| 1968                                | Jean-Claude Plouhinec   | Joël Hauvieux           | Jean-Claude Alary       |
| 1969                                | Billy Bilsland (en)     | Gérard Besnard          | Francis Quillon         |
| 1970                                | Claude Lechatellier     | Bernard                 | Jacques Botherel        |
| 1971                                | Roland Eloi             | Bernard Croyet          | Guy Sibille             |
| 1972                                | Guy Sibille             | Michel Roques           | Pierre Tosi             |
| 1973                                | Bernard Bourreau        | Patrick Béon            | Jarosław Bek            |
| 1974                                | Pierre Sonnet           | Lucien Tarsiguel        | Gérard Colinelli        |
| 1975                                | Patrick Friou           | Jean-François Pescheux  | Jacques Bossis          |
| 1976                                | Michel Brethenoux       | Serge Perin             | Claude Vincendeau       |
| 1977                                | Serge Beucherie         | Jean-René Bernaudeau    | Patrick Friou           |
| 1978                                | Daniel Ceulemans        | Bernard Pineau          | Jean-François Rodriguez |
| 1979                                | Gérard Aviègne          | Christian Fauré         | Roland Hamon            |
| 1980                                | Patrick Gagnier         | Christian Corre         | Francis Quessette       |
| 1981                                | Ryszard Szurkowski      | Alain Gallopin          | Pascal Trimaille        |
| 1982                                | Piers Hewitt            | Jan Brzeźny             | Philippe Saudé          |
| 1983                                | Thierry Barrault        | Yvan Frebert            | Gérard Aviègne          |
| 1984                                | Michel Vermote          | Bernard Jousselin       | Christian Chaubet       |
| 1985                                | Jack Olsen              | Jonas Tegström          | Éric Rekkas             |
| 1986                                | Johnny Weltz            | Gilles Bernard          | Claude Carlin           |
| 1987                                | Dominique Celle         | Jean-François Laffillé  | Claude Carlin           |
| 1988                                | Yvon Ledanois           | Greg Oravetz            | Stéphane Casali         |
| 1989                                | René Foucachon          | Jean-Pierre Godard      | Thierry Gouvenou        |
| 1990                                | Allen Andersson         | Denis Schinella         | Christian Andersen      |
| 1991                                | Lars Michaelsen         | Kim Marcussen (de)      | David Orcel             |
| 1992                                | Arvis Piziks            | Jaan Kirsipuu           | Mika Hietanen           |
| 1993                                | Cyril Saugrain          | Éric Bourout            | Hervé Boussard          |
| 1994                                | Nicolas Jalabert        | Franck Ramel            | Hervé Arsac             |
| 1995                                | Pascal Giguet           | Pierre-Yves Archambault | Stéphane Conan          |
| Paris-Tours espoirs                 |                         |                         |                         |
| 1996                                | Franck Perque           | Samuel Plouhinec        | Guillaume Auger         |
| 1997                                | Miguel van Kessel       | Kurt Asle Arvesen       | Ludovic Capelle         |
| 1998                                | Thor Hushovd            | Andy Flickinger         | Nuno Marta              |
| 1999                                | Gorik Gardeyn           | Sandy Casar             | Sébastien Talabardon    |
| 2000                                | Tom Boonen              | Stefan Adamsson         | Ronald Mutsaars         |
| 2001                                | Samuel Dumoulin         | Mikhail Timochine       | Anthony Geslin          |
| 2002                                | Maryan Hary             | Gregor Willwohl         | Geoffroy Lequatre       |
| 2003                                | Mathieu Claude          | Marc Staelen            | Johnny Hoogerland       |
| 2004                                | Vincent Jérôme          | Giovanni Bernaudeau     | Sébastien Minard        |
| 2005                                | Fabien Patanchon        | Maxime Vantomme         | Tomasz Smoleń           |
| 2006                                | Huub Duyn               | Greg Van Avermaet       | Stijn Neirynck          |
| 2007                                | Jürgen Roelandts        | Florian Vachon          | Jan Bakelants           |
| 2008                                | Tony Gallopin           | Romain Zingle           | Julien Fouchard         |
| 2009                                | Mathieu Halleguen       | Kris Boeckmans          | Nicolas David           |
| 2010                                | Jelle Wallays           | Romain Guillemois       | Thomas Welter           |
| 2011                                | Fabien Schmidt          | Gijs Van Hoecke         | Angélo Tulik            |
| 2012                                | Taruia Krainer          | Warren Barguil          | Maxime Renault          |
| 2013                                | Flavien Dassonville     | Daan Olivier            | Olivier Le Gac          |
| 2014                                | Mike Teunissen          | Martijn Tusveld         | Sam Oomen               |
| 2015                                | Sam Oomen               | Martijn Tusveld         | Maxime Farazijn         |
| 2016                                | Arvid de Kleijn         | Jules Roueil            | Nicolas Primas          |
| 2017                                | Jasper Philipsen        | Milan Menten            | Gerben Thijssen         |
| 2018                                | Marten Kooistra         | Erik Nordsæter Resell   | Nils Eekhoff            |
| 2019                                | Alexys Brunel           | Joël Suter              | Jonas Iversby Hvideberg |
| 2020                                | Rune Herregodts         | Jordi Meeus             | Florian Dauphin         |
| 2021                                | Jonas Iversby Hvideberg | Casper van Uden         | Marijn van den Berg     |
| 2022                                | Per Strand Hagenes      | Mathis Le Berre         | Tomáš Kopecký           |
| 2023                                | Sakarias Koller Løland  | Pierre-Pascal Keup      | Pierre Thierry          |
| 2024                                | Antoine L'Hote          | Pelle Køster Mikkelsen  | Halvor Dolven           |